# Terror (grup musical)
Terror és un grup estatunidenc de hardcore de Los Angeles format el 2002. És conegut com un dels grups més influents del beatdown hardcore i és considerat «una institució dins del seu gènere». El seu àlbum debut One with the Underdogs va vendre més de 40.000 còpies. Ha fet gires per Europa, Austràlia i Nova Zelanda, Japó, Corea, Mèxic i Amèrica del Sud.
Abans de Terror, el vocalista Scott Vogel va formar part de grups com Slugfest, Despair i Buried Alive. Vogel és àmpliament conegut a l'escena no només pels seus esforços per mantenir el hardcore «pur» i «divertit», sinó per les seves bromes dalt de l'escenari, conegudes col·loquialment com vogelisms. Terror va participar en els dos primers anys de la gira Sounds of the Underground. El setè àlbum de Terror, Total Retaliation, es va publicar el 2018.

## Discografia

### Àlbums d'estudi
| Any  | Àlbum                  | Segell        |
| ---- | ---------------------- | ------------- |
| 2004 | One with the Underdogs | Trustkill     |
| 2006 | Always the Hard Way    | Trustkill     |
| 2008 | The Damned, the Shamed | Century Media |
| 2010 | Keepers of the Faith   | Century Media |
| 2013 | Live by the Code       | Victory       |
| 2015 | The 25th Hour          | Victory       |
| 2018 | Total Retaliation      | Pure Noise    |
| 2022 | Pain into Power        | Pure Noise    |

### Àlbums en directe
| Any  | Àlbum                                                        | Segell      |
| ---- | ------------------------------------------------------------ | ----------- |
| 2003 | Life & Death                                                 | Bridge 9    |
| 2006 | The Living Proof                                             | Trustkill   |
| 2008 | CBGB OMFUG Masters: Live June 10, 2004 The Bowery Collection | Street King |
| 2010 | No Regrets, No Shame                                         | Bridge 9    |
| 2014 | Live in Seattle                                              | Reaper      |

### Àlbums recopilatoris
| Any  | Àlbum                     | Segell     |
| ---- | ------------------------- | ---------- |
| 2008 | Forever Crossing the Line | Trustkill  |
| 2021 | Trapped in a World        | Good Fight |

### Maquetes
| Any  | Àlbum                | Segell                |
| ---- | -------------------- | --------------------- |
| 2002 | 4 Song Demo          | D.I.Y.                |
| 2002 | Don't Need Your Help | Take Over / Old Guard |

### EP
| Any  | Àlbum                              | Segell      |
| ---- | ---------------------------------- | ----------- |
| 2003 | Lowest of the Low                  | Bridge 9    |
| 2007 | Rhythm Amongst the Chaos           | Reaper      |
| 2010 | "Keepers of the Faith" (7" single) | Reaper      |
| 2012 | Hard Lessons/Only the Devil Knows  | Reaper      |
| 2017 | The Walls Will Fall                | Pure Noise  |
| 2020 | Sink to the Hell                   | War Records |

#### EP compartits
| Any  | Àlbum                                              | Segell          |
| ---- | -------------------------------------------------- | --------------- |
| 2003 | Three Way Split (amb The Promise i Plan of Attack) | Organized Crime |
| 2004 | Dead Man's Hand Vol. 2 (amb Ringworm)              | Deathwish Inc.  |